# Спеціальні методи підвищення нафтовилучення
Спеціальні методи підвищення нафтовилучення включають схемні, алгоритмічні та ін. рішення спрямовані на підвищення нафтовилучення з продуктивного пласта:
- Метод зміни напрямків фільтраційних потоків — гідродинамічний метод підвищення нафтовилучення із пласта під час заводнення, технологічна суть якого полягає в тому, що нагнітання води зупиняється в одних свердловинах і переноситься на інші, внаслідок чого змінюються напрямки руху фільтраційних потоків до 90°.
- Потоковідхиляючі методи засновані на закачуванні в нагнітальні свердловини обмежених об'ємів спеціальних реагентів, призначених для зниження проникності високопроникних прошарків пласта (аж до їх блокування), з метою вирівнювання приймальності свердловини по розрізу пласта і, тим самим, створення більш рівномірного фронту витіснення і зменшення проривів води у видобувні свердловини.
- Метод змінних тисків — метод діяння на привибійну зону пласта, який полягає у здійсненні в цій зоні змінних навантажень шляхом створення в колоні експлуатаційній високого тиску нагнітанням рідини з його наступним зменшенням. У фазі зменшення тиску кольматувальні частинки інтенсивним потоком рідини виносяться із привибійної зони у свердловину, чим досягається підвищення продуктивності (приймальності) свердловини.
- Метод форсування відбирань рідини — гідродинамічний метод підвищення нафтовилучення із пластів під час заводнення, суть якого полягає в постійному збільшенні дебітів видобувних свердловин (зменшенні вибійного тиску). Цим створюються високі градієнти тиску в пласті, залучаються до розробки залишені цілики нафти, лінзи, тупикові і застійні зони, малопроникні пропластки і ін.
- Циклічне діяння на пласт — періодична зміна об'єму запомповування робочого аґента в пласт через всі, які є в наявності, або через групи нагнітальних свердловин, котра передбачає зміну тиску і швидкості потоків рідини з метою покращення виробки неоднорідного пласта за рахунок більш повного використання капілярних і гідродинамічних сил.
- Азотно-імпульсна обробка нафтових свердловин призначена для збільшення нафтовидобутку шляхом вибіркового впливу імпульсами тиску, які створюють газогенератори, на локальні ділянки найбільшої нафтонасиченості в інтервалі перфорації свердловини. Ефект досягається за рахунок відновлення фільтраційних властивостей присвердловинної зони. Імпульси тиску руйнують кольматаційні утворення, збільшуючи проникність присвердловинної зони[1].
- Метод зривної кавітації — обробка фільтрової і привибійної зони кавітаційним генератором імпульсів тиску (КГІТ). При роботі КГІТ у режимі періодичної зривної кавітації виникає послідовність фаз тиску — репресії і депресії, що діють на фільтрову і привибійну зону свердловини. Динамічний тиск, що створюється генератором, має нелінійний, імпульсний характер з тривалістю імпульсів 2—3 мікросекунди і частотою повторення 700—12 000 Гц. Ефективна зона поширення імпульсів тиску перевищує 50 м. Імпульси тиску — керовані і можуть досягати сотень і тисяч атмосфер. В результаті впливу знакозмінного тиску виникають нові тріщини, фільтраційні канали привибійної зони звільняються від забруднень: механічних домішок, колоїдних частинок, відкладень солей, асфальто-смоло-парафінових складників нафти, продуктів окиснення і, як наслідок, відбувається очищення каналів і відновлення проникності пласта. У видобувних свердловинах поліпшується приплив флюїдів, посилюється їх проникнення з привибійної зони і знижується обводненість. У нагнітальних свердловинах збільшується приймальність, що забезпечує підтримку необхідного пластового тиску.
- Схемні рішення при бурінні — буріння бокових стовбурів (в тому числі горизонтальних), багатовибійні свердловини «риб'яча кістка», «березовий листок» тощо.